# Chimie de Reppe
Le terme « chimie de Reppe » désigne un ensemble de réactions chimiques effectuées sous haute pression. Elles ont mené à la synthèse industrielle de différents produits dérivés de l'acétylène. Cette chimie a été remplacée par la chimie organométallique pour des raisons de coûts.
À partir de quatre réactions, il est possible de mettre au point des procédés de synthèse pour la fabrication de laques, de colles, de mousses synthétiques, de fibres textiles et de médicaments.
Le nom fait référence au chimiste Walter Reppe, qui a largement contribué à son développement de par ses travaux sur l'acétylène.

## Description
Les réactions chimiques sont catalysées par des métaux lourds (acétylures), en particulier l'acétylure de cuivre CuC≡CCu ou les carbonyles de métaux constituent l'essentiel de la chimie de Reppe. On peut classer ces réactions en quatre types :

### Vinylisationou hydroalkylation
L'addition d'alcools primaires sur les alcynes entraîne une rupture de la triple liaison et la formation d'éthers de vinyle conduisant aux esters vinyliques.

### Préparation d'éthyndiols à partir d'aldéhyde
On obtient des alcools insaturés possédant une tripe liaison par éthynylation des aldéhydes et cétones suivant l'équation :

### Lacarbonylation
L'addition du monoxyde de carbone à l'éthylène en présence d'alcool donne un acrylate permettant d'aboutir aux acrylates de polyesters utilisés dans les peintures.

On utilise la synthèse la plus simple  pour préparer l'acide acrylique intermédiaire dans la production de verre acrylique (méthacrylate de méthyle).

### Polymérisation cyclique
La polymérisation cyclique s'effectue en présence de catalyseurs sous pression (15 à 20 bars) et à une température entre 70 °C et 120 °C.
Cette réaction conduit au benzène, au cyclooctatétraène et aux polymères de l'acétylène.